# Jeannette Walls
Jeannette Walls   (Phoenix, 21 d'abril de 1960) és una escriptora i periodista estatunidenca àmpliament coneguda com a antiga columnista de tafaneries de MSNBC i autora de The Glass Castle, una memòria de la vida familiar nòmada de la seva infància. Publicat el 2005, havia estat a la llista dels més venuts del New York Times durant 421 setmanes a partir del 3 de juny de 2018.
El 2006 va rebre el Premi Alex i el Premi Christopher.

## Joventut i educació
Walls va néixer el 21 d'abril de 1960 a Phoenix (Arizona), filla de Rex Walls i Rose Mary Walls. Walls té dues germanes, Lori i Maureen, i un germà, Brian. La vida familiar de Walls no arrelava enlloc, amb la família que es va traslladar de Phoenix a Califòrnia (incloent-hi una breu estada al districte de Tenderloin de San Francisco), a Battle Mountain (Nevada), i a Welch (Virgínia Occidental), amb períodes de sensesostre. Quan finalment van arribar a Welch, la ciutat natal de Rex, als Apalatxes, la família vivia en una casa de tres habitacions sense aigua ni calefacció.
Walls es va traslladar a Nova York als 17 anys d'edat per unir-se a la seva germana Lori (aleshores era cambrera i aviat va treballar com a artista per a Archie Comics). Amb l'ajuda de subvencions, préstecs, beques i un any dedicat a contestar telèfons en un despatx d'advocats de Wall Street va poder completar una llicenciatura en Arts Liberals al Barnard College. Walls es va graduar a Barnard el 1984 amb honors.

## Carrera professional
A principis de la seva carrera, Walls va fer de becària en un diari de Brooklyn anomenat The Phoenix i finalment es va convertir allà en periodista a temps complet. De 1987 a 1993 va escriure la columna Intelligencer per a la revista New York Magazine. Després va escriure una columna de tafaneries per a Esquire, de 1993 a 1998, després va contribuir regularment a la columna de tafaneries Scoop a MSNBC des de 1998 fins a la seva marxa per escriure a temps complet el 2007. Walls ha col·laborat amb USA Today i ha va aparèixer a The Today Show, CNN, Primetime i The Colbert Report.
El seu llibre de 2000, Dish: The Inside Story on the World of Gossip, va ser una història humorística del paper que les tafaneries han jugat als mitjans de comunicació, la política i la vida dels Estats Units d'Amèrica.
El 2005, Walls va publicar les memòries més venudes The Glass Castle, que detallen les alegries i les lluites de la seva infància. Ofereix una mirada a la seva vida i a la de la seva família disfuncional. The Glass Castle va ser ben rebut per la crítica i el públic. Ha venut més de 4 milions de còpies i s'ha traduït a 31 idiomes. Va rebre el Premi Christopher, el Premi Alex de l'American Library Association (2006) i el premi Books for Better Living. Paramount Pictures va comprar els drets cinematogràfics del llibre, i el març de 2013 va anunciar que l'actriu Jennifer Lawrence interpretaria a Walls en una adaptació cinematogràfica. El 9 d'octubre de 2015, es va informar que Lawrence es va retirar de la pel·lícula i que seria substituïda per l'actriu Brie Larson. L'adaptació cinematogràfica del mateix nom que el llibre es va estrenar el 2017.
El 2009, Walls va publicar la seva primera novel·la, Half Broke Horses: A True-Life Novel, basada en la vida de la seva àvia Lily Casey Smith. Va ser nomenat un dels deu millors llibres del 2009 pels editors de The New York Times Book Review.
La segona novel·la de Walls, The Silver Star, es va publicar el 2013. La seva tercera novel·la, Hang the Moon, es va publicar el març de 2023.

## Vida personal
Walls es va casar amb Eric Goldberg el 1988; es van divorciar el 1996. Es va casar amb l'escriptor i company de feina del New York Magazine John J. Taylor el 2002, i la parella ara viu als afores de Culpeper (Virgínia), en una granja de 82 Ha.

## Publicacions
- Dish: The Inside Story on the World of Gossip (en anglès).  Nova York: Avon Books, Inc., 2000. ISBN 0-380-97821-0.
- The Glass Castle (en anglès).  Nova York: Scrbiner, 2005. ISBN 0-7432-4753-1. (en català:  El castell de vidre.  Ara Llibres, 2008. ISBN 9788492406326.)
- Half Broke Horses: A True-Life Novel (en anglès).  Nova York: Scribner, 2009. ISBN 978-1-4165-8628-9.
- The Silver Star (en anglès).  Nova York: Scribner, 2013. ISBN 978-1-4516-6150-7. OCLC 827848933. LCCN 2012050790.
- Hang the Moon (en anglès).  Nova York: Scribner, 2023. ISBN 978-1-5011-1729-9.